# دانیو خالدار
دانیو خال‌دار یا دانیو کوتوله (Danio nigrofasciatus) یک ماهی گرم‌‍سیری متعلق به خانواده کپورماهیان(Cyprinidae) است. این ماهی که منشأ آن شمال میانمار است، گاهی اوقات توسط علاقه‌مندان به نگه‌داری ماهی در مخازن اجتماعی یافت می‌شود. حداکثر طول آن به ۳٫۷ سانتی‌متر می‌رسد.
در طبیعت، دانیو خال‌دار در رودخانه‌های آب و هوای گرمسیری یافت می‌شود و آبی با pH 6.5 تا ۷٫۰ و سختی ۵٫۰ تا 12.0 dGH و محدوده دمایی ۲۴–۲۸ درجه سانتی‌گراد را ترجیح می‌دهد. دانیو خال‌دار تخم‌گذار است.